# Bann-Main Tech Control Facility Tower
Der Bann-Main Tech Control Facility Tower ist eine US-amerikanische Kommunikationseinrichtung, die in erster Linie aus einem 81 m hohen Richtfunkturm besteht, der südlich der westpfälzischen Stadt Landstuhl (Rheinland-Pfalz) errichtet wurde. Abweichend vom Namen befindet sich die Anlage nicht auf der Gemarkung der Ortsgemeinde Bann, sondern an deren Grenze.

## Geographische Lage
Der Sendeturm und die zugehörigen Technikgebäude stehen in 461 m Höhe auf dem Gipfelplateau des Kahlenbergs. Der Standort auf der Waldgemarkung der Ortsgemeinde Oberarnbach liegt direkt an der Grenze zu Bann, die in Nord-Süd-Richtung über den Berggipfel verläuft.
Eine Nebenstraße ermöglicht die Zufahrt von Landstuhl und von Bann aus; großräumig – beispielsweise von Ramstein-Miesenbach aus – ist diese Straße auch über die Autobahn 62, Anschlussstelle 12 Bann, erreichbar.

## Kenngrößen des Turms
Die Höhe des Sendeturms wird vom Dienstleister Emporis, der die Technik betreut, mit 81 m angegeben. Die Grundfläche des Turms ist quadratisch und beträgt etwa 13 × 13 m.

## Betrieb
Die 1962 errichtete Anlage wird durch die US-Luftwaffe betrieben und von der Luftwaffenbasis Ramstein aus ferngesteuert. Sie ist ein Bestandteil des Multinational Aircrew Electronic Warfare Tactics Facility Polygone.